# Ложный Крест

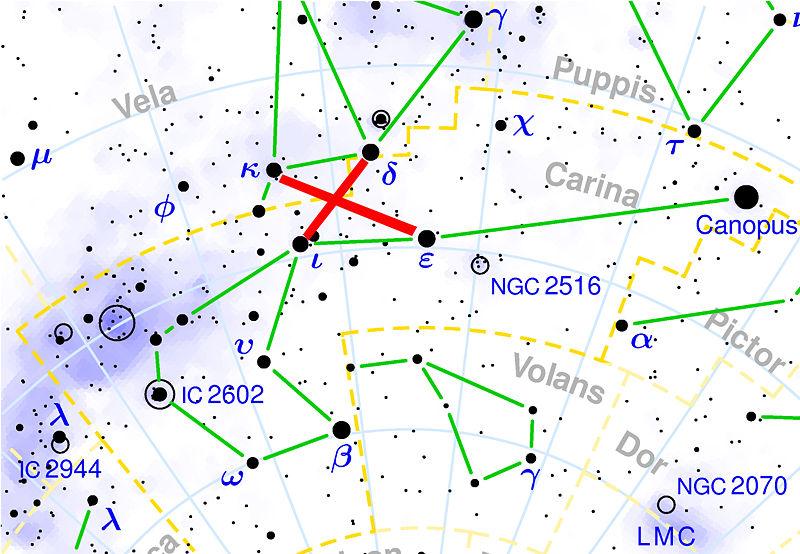
Ложный крест

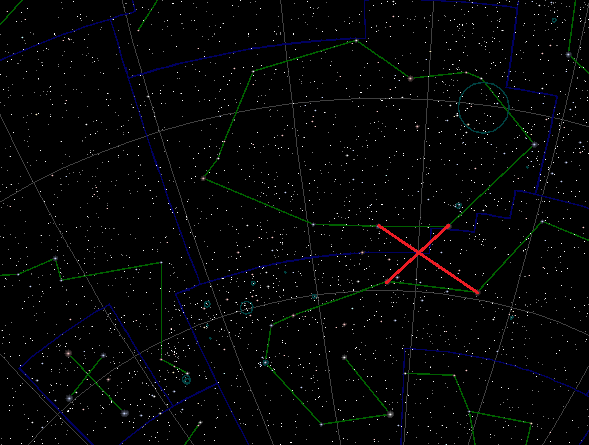
Ложный Крест (выделен красным) и Южный Крест (в левом нижнем углу)

Ложный Крест — астеризм южного полушария неба. Включает 4 звезды примерно 2-й величины: δ и κ Парусов и ι и ε Киля. Название получил из-за формы, напоминающей форму созвездия Южный Крест.
В отличие от Южного Креста, Ложный Крест не указывает на южный полюс мира и может запутать неопытных искателей полюса. Однако он будет указывать на него около 8600 года, когда из-за прецессии земной оси полюс сдвинется подходящим образом.
Ложный крест больше Южного Креста, а его звёзды в основном слабее. Кроме того, они меньше отличаются друг от друга по блеску.